# Hyoseridinae
Hyoseridinae Less., 1832 è una sottotribù di piante angiosperme dicotiledoni della famiglia delle Asteraceae.

## Etimologia
Il nome della sottotribù deriva da un suo genere (Hyoseris) il cui significato è derivato da due parole greche: "hyo" ( = maiale) e "seris" ( = cicoria, lattuga, insalata), quindi "lattuga o insalata dei maiali". Il nome scientifico di questo gruppo è stato definito per la prima volta dal botanico tedesco Christian Friedrich Lessing (Syców, 1809 – Krasnojarsk, 1862) nella pubblicazione "Synopsis generum Compositarum, earumque dispositionis novae tentamen, monographiis multarum Capensium interjectis : 127" del 1832.

## Descrizione

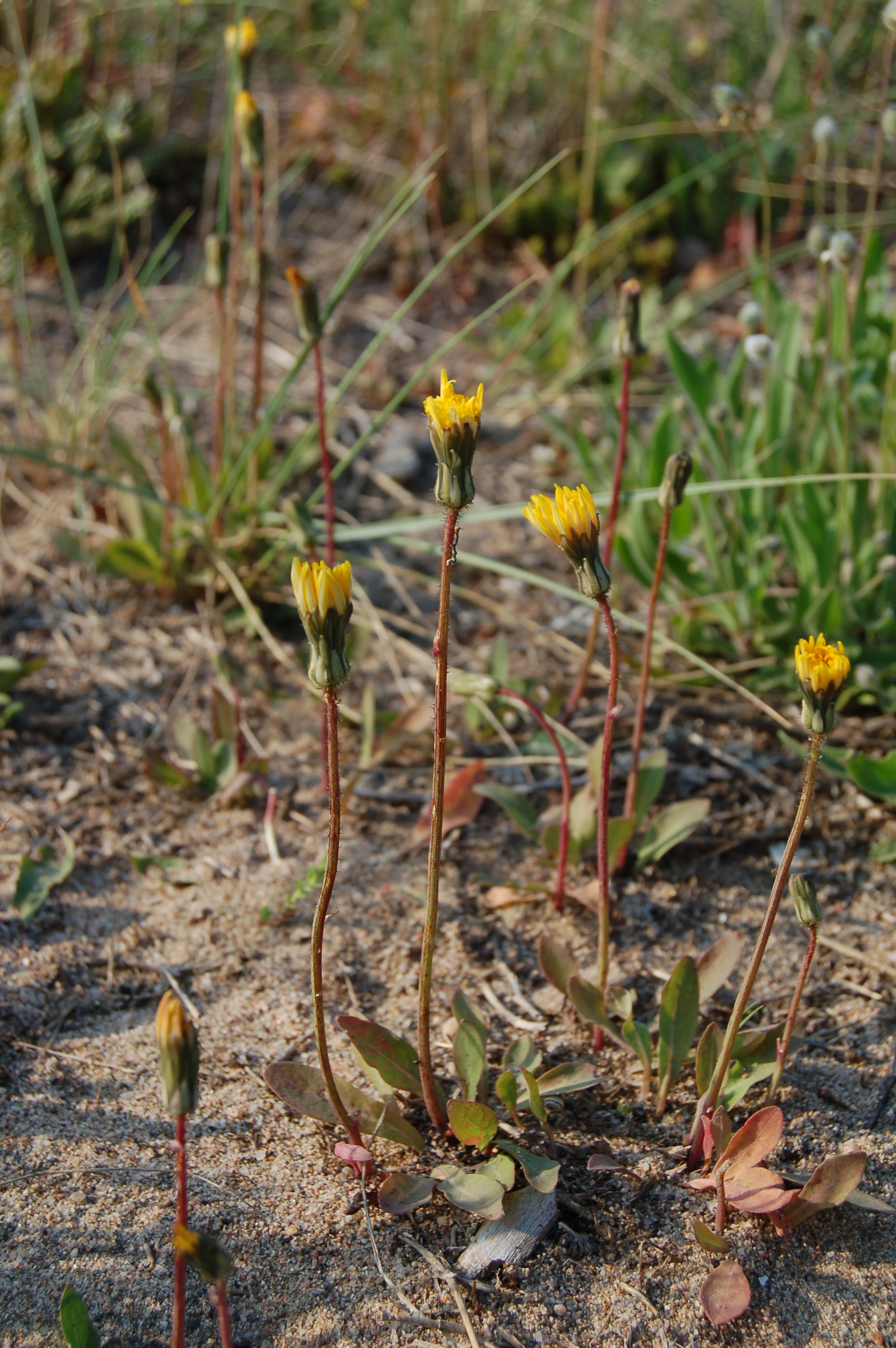
Il portamento
Aetheorhiza bulbosa

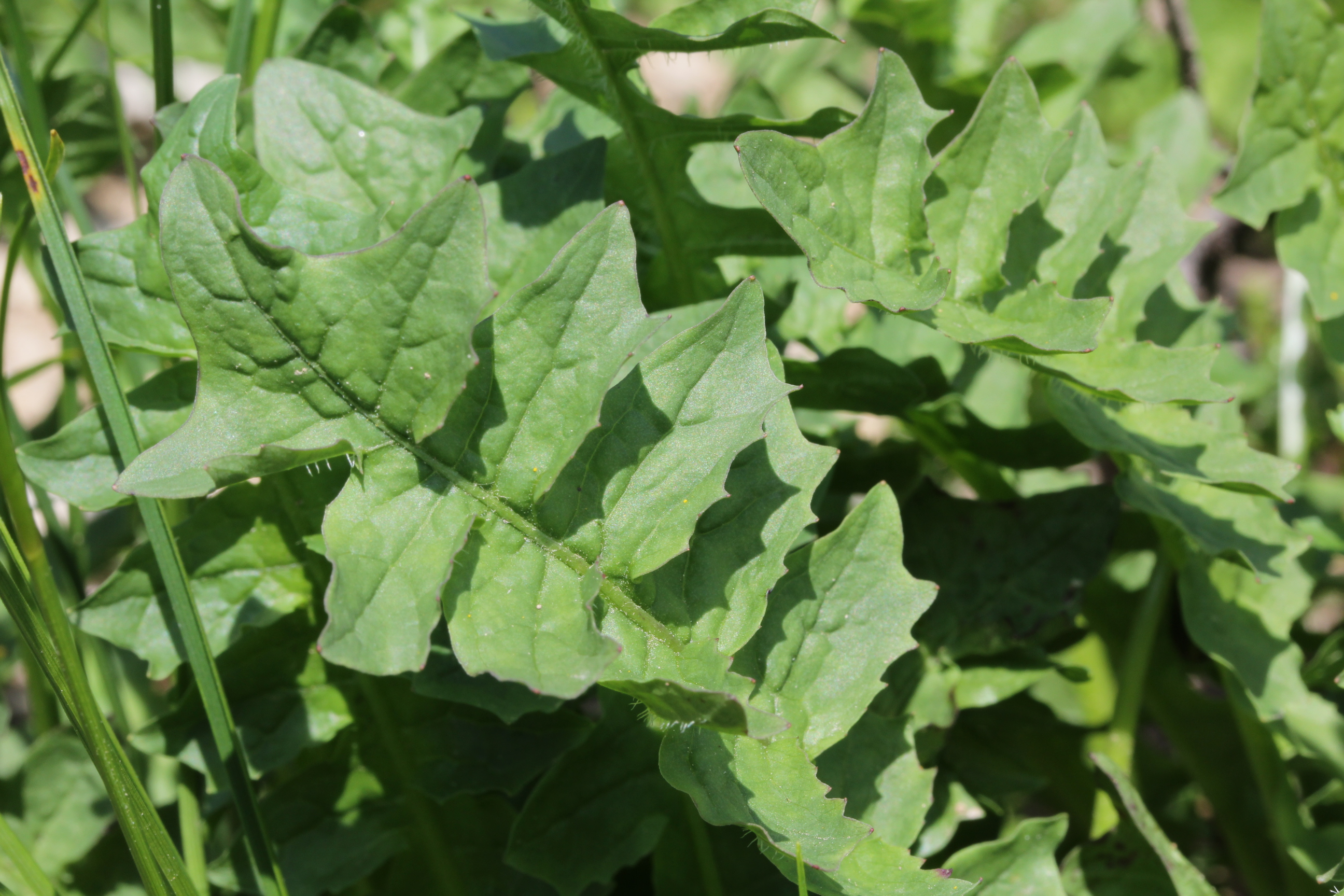
Le foglie
Aposeris foetida

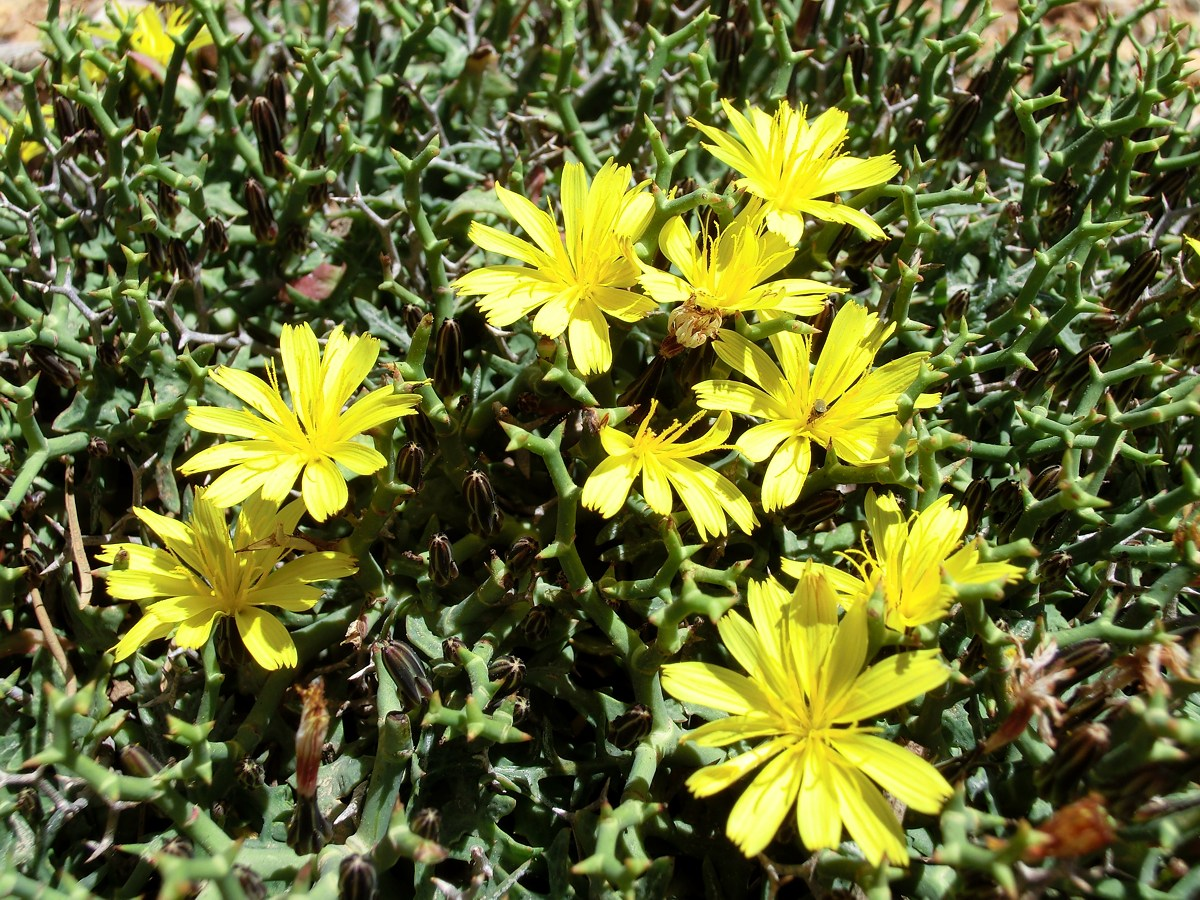
Infiorescenza
Launaea cervicornis

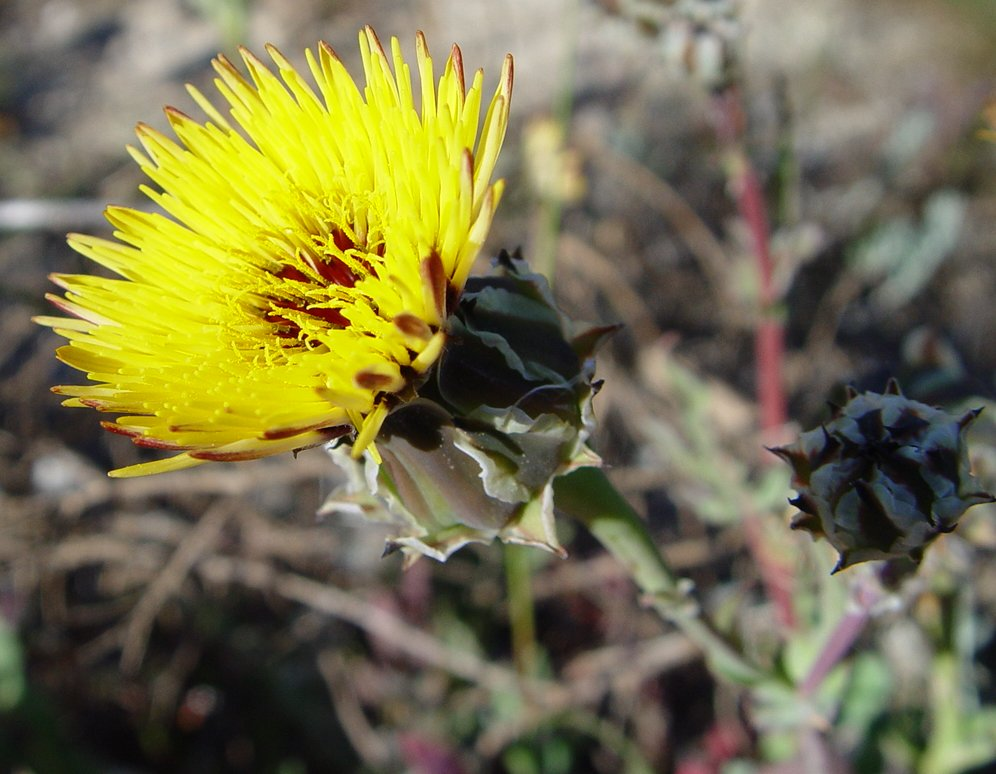
I fiori
Reichardia gaditana

Habitus. Le piante di questa sottotribù hanno cicli biologici annui o perenni con portamenti soprattutto erbacei ma anche scaposi, rosulati e arbustivi; queste piante sono provviste di latice.
Fusti. I fusti possono essere ramosi o semplici. Le radici in genere sono di tipo fittonante.
Foglie. Le foglie sono sia basali (in rosette) che cauline (in questo caso sono disposte in modo alterno); la lamina può essere sia intera che divisa;  in alcune specie le foglie sono spinose (Launaea nudicaulis).
Infiorescenze. L'infiorescenza in genere è formata da un capolino. I capolini, solamente di tipo ligulifloro, sono formati da un involucro composto da brattee (o squame) all'interno delle quali un ricettacolo fa da base ai fiori ligulati. In Sonchus i capolini sono pauciflori. L'involucro (in genere conico) è formato da squame disposte in una-due serie; la forma è più o meno lanceolata con in alcuni casi margini membranosi (Launaea). Il ricettacolo è nudo (senza pagliette).
Fiori. I fiori tutti ligulati, sono tetra-ciclici (ossia sono presenti 4 verticilli: calice – corolla – androceo – gineceo) e pentameri (ogni verticillo ha in genere 5 elementi). I fiori sono ermafroditi e zigomorfi.
- Formula fiorale:

*/x K {\displaystyle \infty }, [C (5), A (5)], G 2 (infero), achenio
- Calice: i sepali del calice sono ridotti ad una coroncina di squame.
- Corolla: le corolle sono formate da una ligula terminante con 5 denti; il colore è giallo (sono eventualmente arrossate sui bordi); la superficie può essere sia pubescente che glabra.
- Androceo: gli stami sono 5 con filamenti liberi e distinti, mentre le antere sono saldate in un manicotto (o tubo) circondante lo stilo.[12] Le antere sono caudate e alla base sono acute. Il polline è tricolporato.[13]
- Gineceo: lo stilo è filiforme. Gli stigmi dello stilo sono due divergenti e ricurvi con la superficie stigmatica posizionata internamente (vicino alla base).[14] L'ovario è infero uniloculare formato da 2 carpelli.

Frutti. I frutti sono degli acheni con pappo. Gli acheni sono troncati all'apice e sono privi di becco o con becco (Aposeris); la forma può essere compressa e più o meno appiattita (Sonchus); con dentelli basali (Launaea); alcuni hanno pappi eteromorfi (Launaea), altri sono senza pappo (Aposeris), altri ancora hanno dei peli semplici o delle squame lesiniformi, altri ancora hanno una coroncina di squame (Hyoseris). In alcune specie gli acheni sono dimorfi (Hyoseris) o a colorazioni diverse e tubercolati (Reichardia).

## Biologia
- Impollinazione: l'impollinazione avviene tramite insetti (impollinazione entomogama tramite farfalle diurne e notturne).
- Riproduzione: la fecondazione avviene fondamentalmente tramite l'impollinazione dei fiori (vedi sopra).
- Dispersione: i semi (gli acheni) cadendo a terra sono successivamente dispersi soprattutto da insetti tipo formiche (disseminazione mirmecoria). In questo tipo di piante avviene anche un altro tipo di dispersione: zoocoria. Infatti gli uncini delle brattee dell'involucro si agganciano ai peli degli animali di passaggio disperdendo così anche su lunghe distanze i semi della pianta.

## Distribuzione e habitat
Il centro di diversità di questa sottotribù è nel Mediterraneo e si estende dall'Atlantico, all'Africa tropicale, al centro e nord dell'Eurasia fino all'Australia. Tutti i generi hanno almeno una specie rappresentata sul territorio italiano.

## Tassonomia
La famiglia di appartenenza di questa voce (Asteraceae o Compositae, nomen conservandum) probabilmente originaria del Sud America, è la più numerosa del mondo vegetale, comprende oltre 23.000 specie distribuite su 1.535 generi, oppure 22.750 specie e 1.530 generi secondo altre fonti (una delle checklist più aggiornata elenca fino a 1.679 generi). La famiglia attualmente (2021) è divisa in 16 sottofamiglie.

### Filogenesi

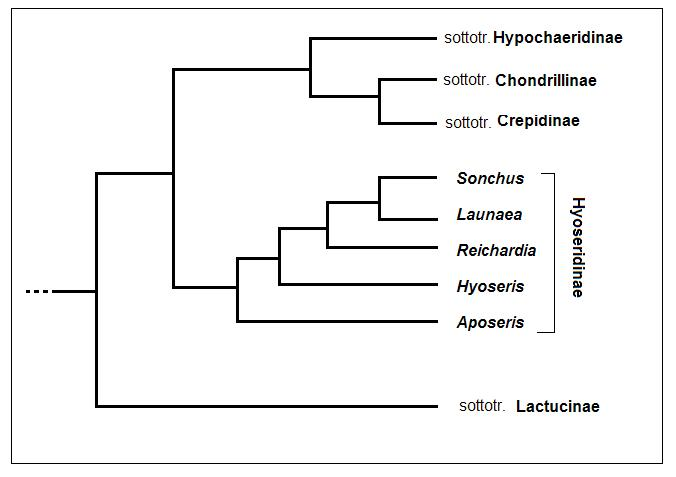
Cladogramma della sottotribù

Il gruppo di questa voce appartiene alla tribù Cichorieae (unica tribù della sottofamiglia Cichorioideae). In base ai dati filogenetici la sottofamiglia Cichorioideae è il terz'ultimo gruppo che si è separato dal nucleo delle Asteraceae (gli ultimi due sono Corymbioideae e Asteroideae). La sottotribù Hyoseridinae fa parte del "quarto" clade della tribù; in questo clade è in posizione "basale" vicina alla sottotribù Lactucinae.
I caratteri più distintivi per questa sottotribù (e quindi per i suoi generi) sono:
- le foglie delle rosette basali sono profondamente dentate;
- la forma dell'achenio varia da ellissoide-fusiforme a oblunga-obovoide;
- il pappo può essere dimorfico (formato da setole e peli cotonosi);
- il pappo è formato da setole sottili e flessibili.

La sottotribù delle Hyoseridinae insieme alle sottotribù delle Hypochaeridinae, Chondrillinae, Crepidinae e Lactucinae, forma un clade ben supportato  (ossia è monofiletico) che rappresenta i 2/3 di tutta la tribù delle Cichorieae.

Dal cladogramma a lato (tratto dallo studio citato) risulta che la sottotribù delle Hyoseridinae è “fratello” del clade formato dalle sottotribù Hypochaeridinae, Chondrillinae e Crepidinae. Mentre all'interno della sottotribù il nucleo base (fortemente monofiletico) è formato dai tre generi Sonchus, Launaea e Reichardia (in passato descritti nella sottotribù Sonchinae); mentre i generi Hyoseris è Aposeris (in passato descritti nella sottotribù Hypochaeridinae) sono stati inseriti nel gruppo più recentemente. Il genere monotipo Aetheorhiza Cass., 1827 è stato inserito ultimamente nella sottotribù ricavato dalla specie Sonchus bulbosus (L.) N.Kilian & Greuter dimostratasi molto diversa dal suo ex genere.

Due generi spesso trattati separatamente (Dendroseris D. Don (1832)  [10 spp.] e Thamnoseris  Phil. (1895) [genere monospecifico]) ora sono inclusi nel genere Sonchus; ma non tutte le checklist sono concordi e si attendono ulteriori studi.
Il nome di questa sottotribù recentemente è stato cambiato da Sonchinae a quello attuale a causa dell'inserimento del genere Hysoseris (questo cambiamento è dovuto alla regola della priorità).

Il numero cromosomico delle specie della sottotribù è: 2n = 10 - 18. Sono presenti specie diploidi, tetraploidi, esaploidi e octoploidi. Alcune specie hanno 2n = 90, 126.

### Composizione della sottotribù
La sottotribù comprende 6 generi e 167 specie.

| Genere                  | N. specie                                        | Distribuzione                                                            | Caratteri principali |
| ----------------------- | ------------------------------------------------ | ------------------------------------------------------------------------ | --- |
| Aetheorhiza Cass., 1827 | Una specie: Aetheorhiza bulbosa (L.) Cass., 1827 | Europa e areale del Mediterraneo compresa l'Africa e l'Asia mediterranea | Sono piante stolonifere. - Le infiorescenze sono scapose. - Sono presenti solamente rosette basali (raramente sono presenti anche una o due foglie cauline). - La parte sotterranea del fusto consiste in un rizoma allungato.                                              |
| Aposeris Cass., 1827    | Una specie: A. foetida (L.) Less                 | Europa                                                                   | Il ciclo biologico è perenne. - Le foglie si presentano in rosette basali e sono profondamente dentate. - I capolini sono isolati su scapi afilli. - Il colore della corolla è giallo-dorato. - L'achenio è senza pappo.                                                    |
| Hyoseris L., 1753       | 3                                                | Mediterraneo                                                             | Lo scapo è indiviso e porta un solo capolino. - Le foglie formano una rosetta basale. - Il pappo è presente almeno negli acheni centrali. - Gli acheni (dimorfici) mediani e più interni sono alati. - Il pappo degli acheni interni è più breve dei pappi esterni.         |
| Launaea Cass., 1822     | 55                                               | Eurasia (una specie in Australia)                                        | I peduncoli non sono ingrossati nella parte apicale. - I margini degli acheni (gli acheni sono dimorfici) sono scabri, papillosi, rostrati, trasversalmente rugosi o eventualmente lisci e troncati. - Gli acheni in generale hanno 5 coste principali e 4 dentelli basali. |
| Reichardia Roth, 1787   | 10                                               | Macaronesia, Mediterraneo e Africa (del sud e tropicale)                 | I capolini sono abbastanza grandi e con molti fiori. - I peduncoli nella parte distale sono ingrossati. - Le brattee dell'involucro hanno i margini scariosi. - Gli acheni sono eteromorfi con spesse sporgenze tubercolari.                                                |
| Sonchus L., 1753        | 97                                               | Eurasia, alcune specie in Nuova Zelanda e Australia                      | Il portamento è vario, ma mai scaposo e stolonifero. - Gli acheni sono rugosi e compressi. |

### Flora spontanea italiana
Nella flora spontanea italiana, di questa sottotribù, sono presenti le seguenti specie:
Aetheorhiza
- Aetheorhiza bulbosa (L.) Cass., 1827 - Radichella bulbosa.

Aposeris
- Aposeris foetida (L.) Less., 1832 - Lucertolina fetente

Hyoseris
- Hyoseris lucida L. - Radicchio del Toro.
- Hyoseris radiata  L. - Radicchio del selvatico.
- Hyoseris scabra  L. - Radicchio ruvido.

Launaea
- Launaea fragilis (Asso) Pau - Launea fragile.
- Launaea nudicaulis (L.) Hook.f. - Launea nudicaule.

Reichardia
- Reichardia tingitana (L) Roth - Grattalingua marocchina.
- Reichardia intermedia (Sch. Bip.) Samp.  - Grattalingua annuale.
- Reichardia picroides (L) Roth - Grattalingua comune.

Sonchus
- Sonchus asper (L.) Hill - Grespino spinoso.
- Sonchus tenerrimus L. - Grespino sfrangiato.
- Sonchus oleraceus L. - Grespino comune.
- Sonchus maritimus L. - Grespino marittimo.
- Sonchus palustris L. - Grespino di palude.
- Sonchus arvensis L. - Grespino dei campi.

## Alcune specie

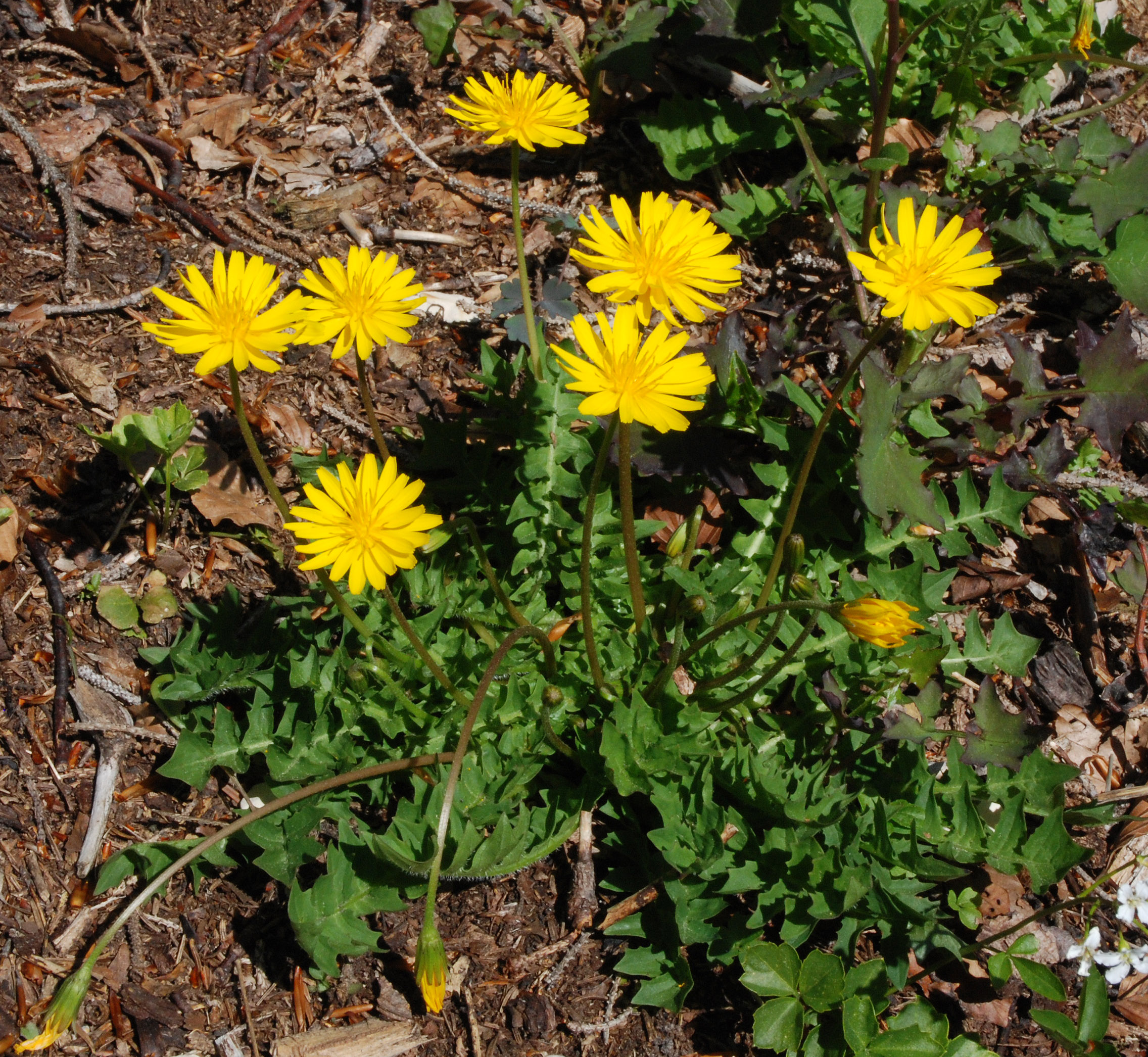
Aposeris foetida (Lucertolina fetente)
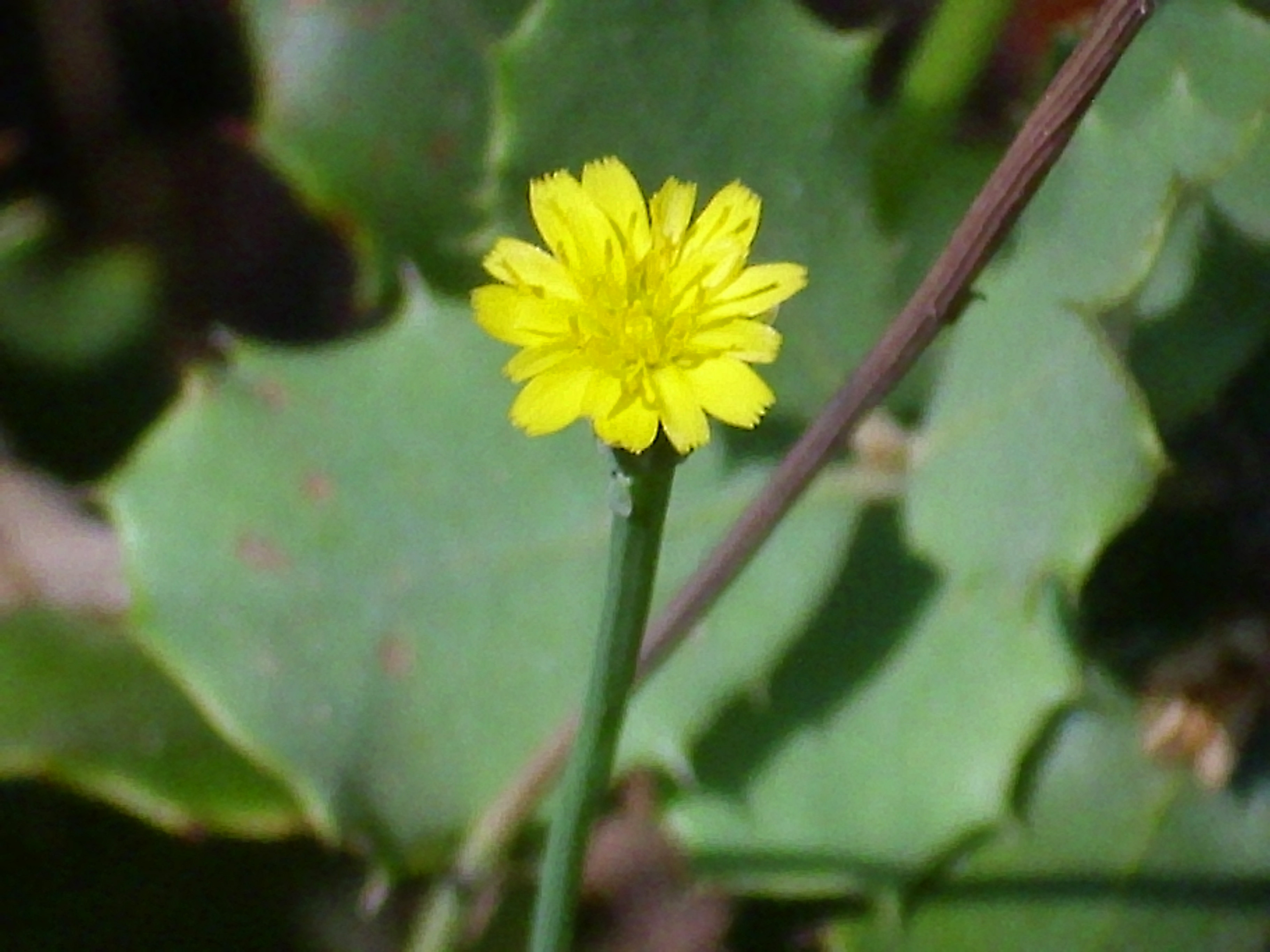
Hyoseris scabra (Radicchio ruvido)
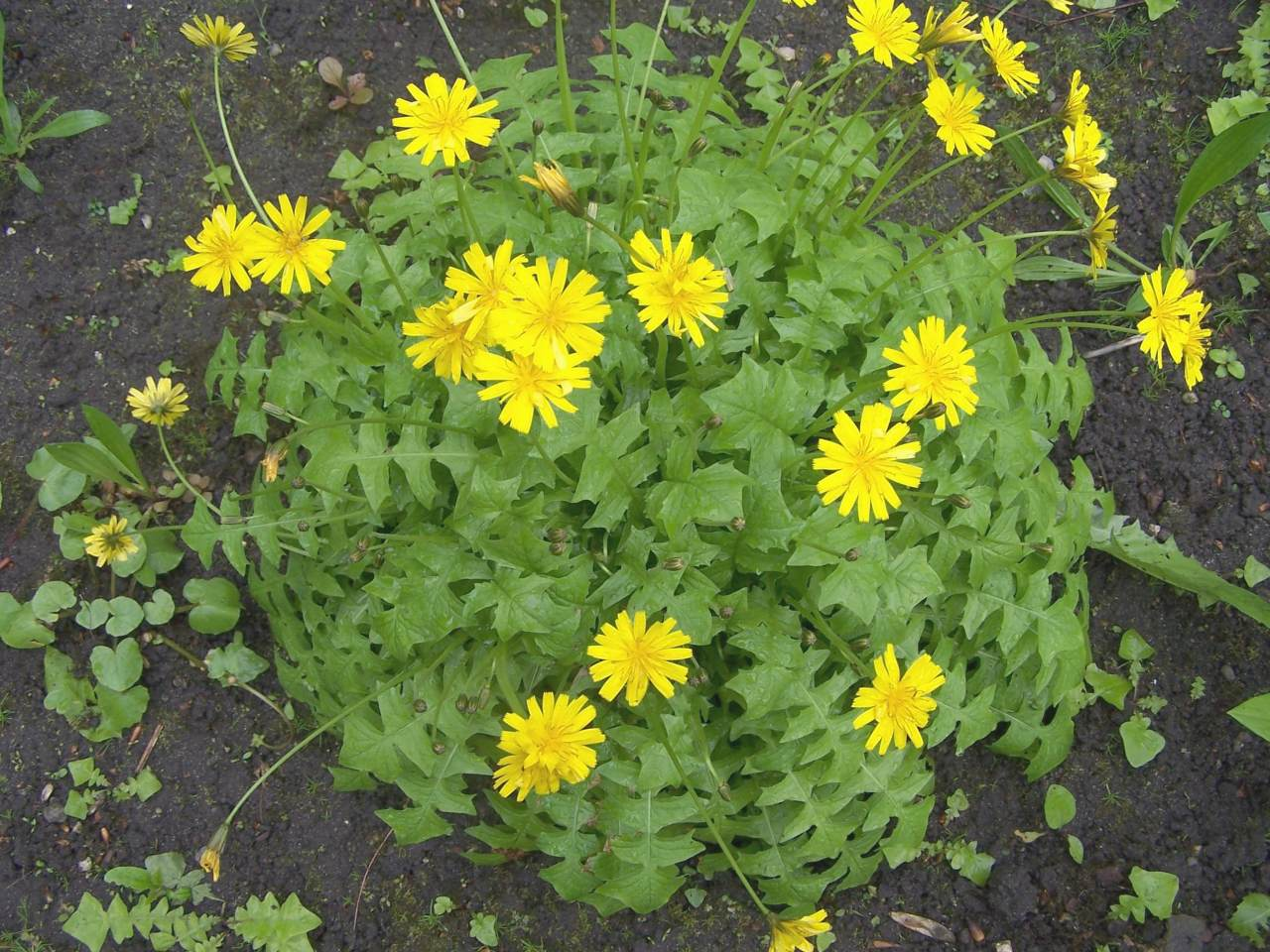
Hyoseris radiata (Radicchio selvatico)
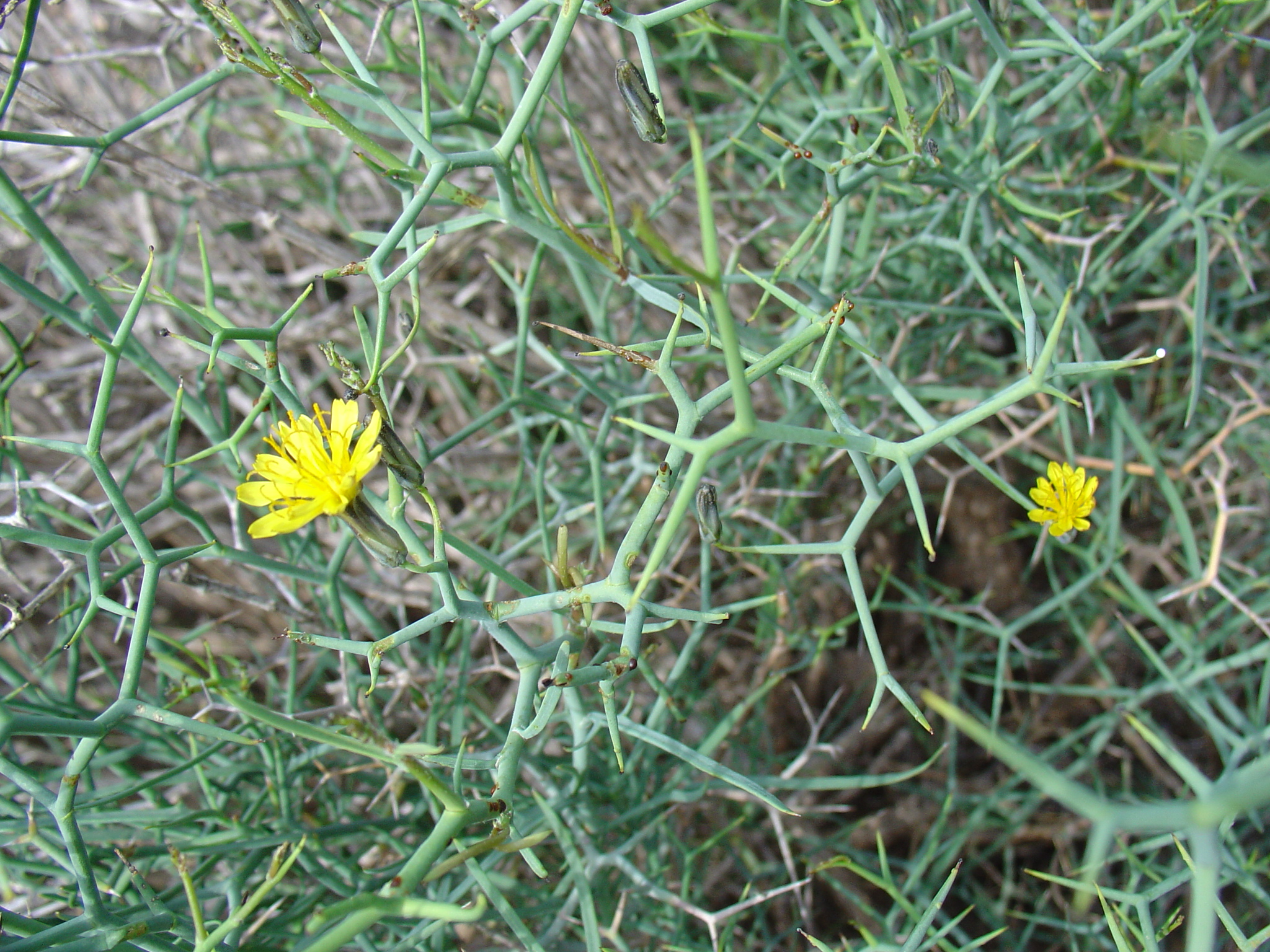
Launaea arborescens
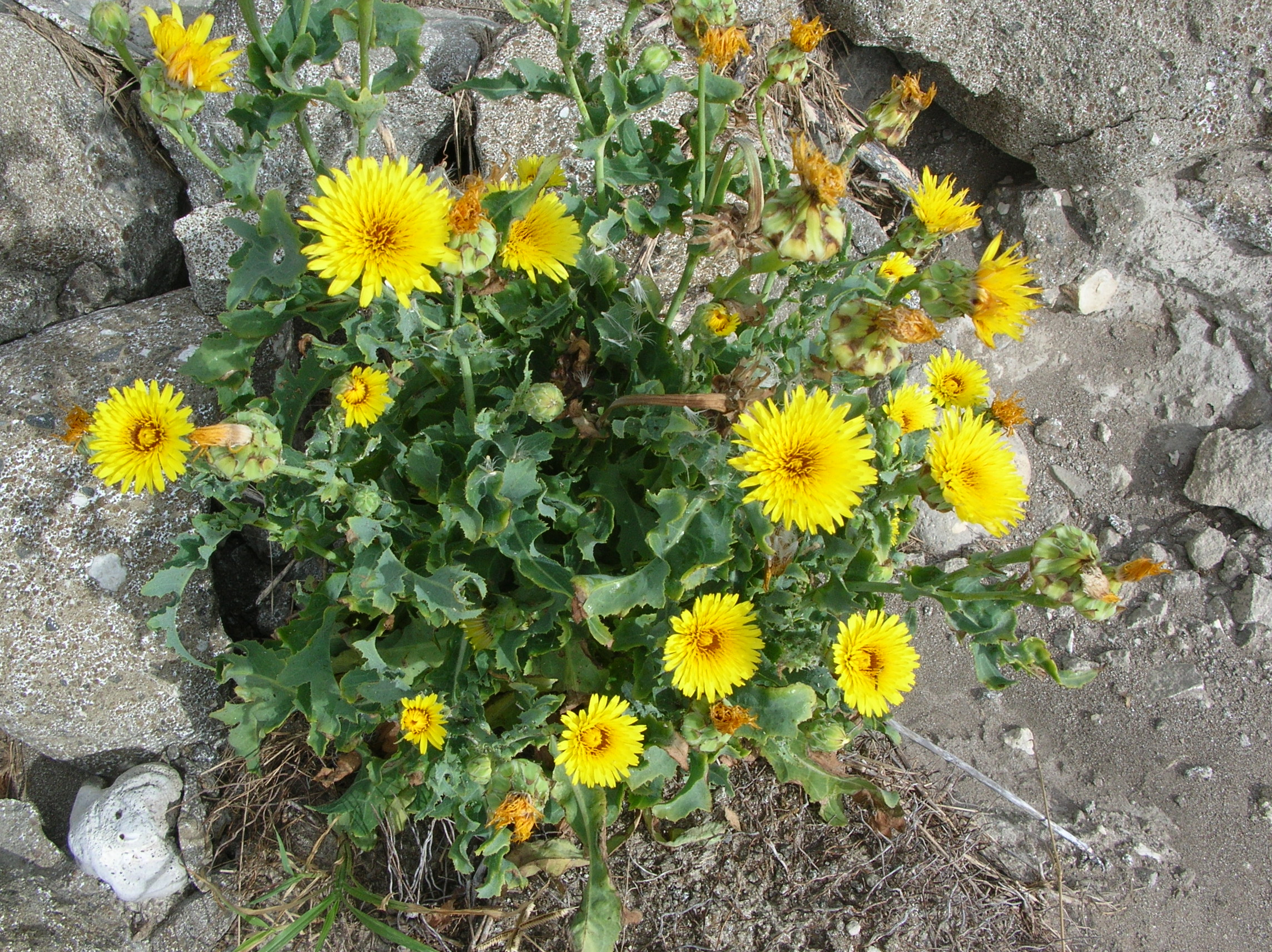
Reichardia picroides (Grattalingua comune)
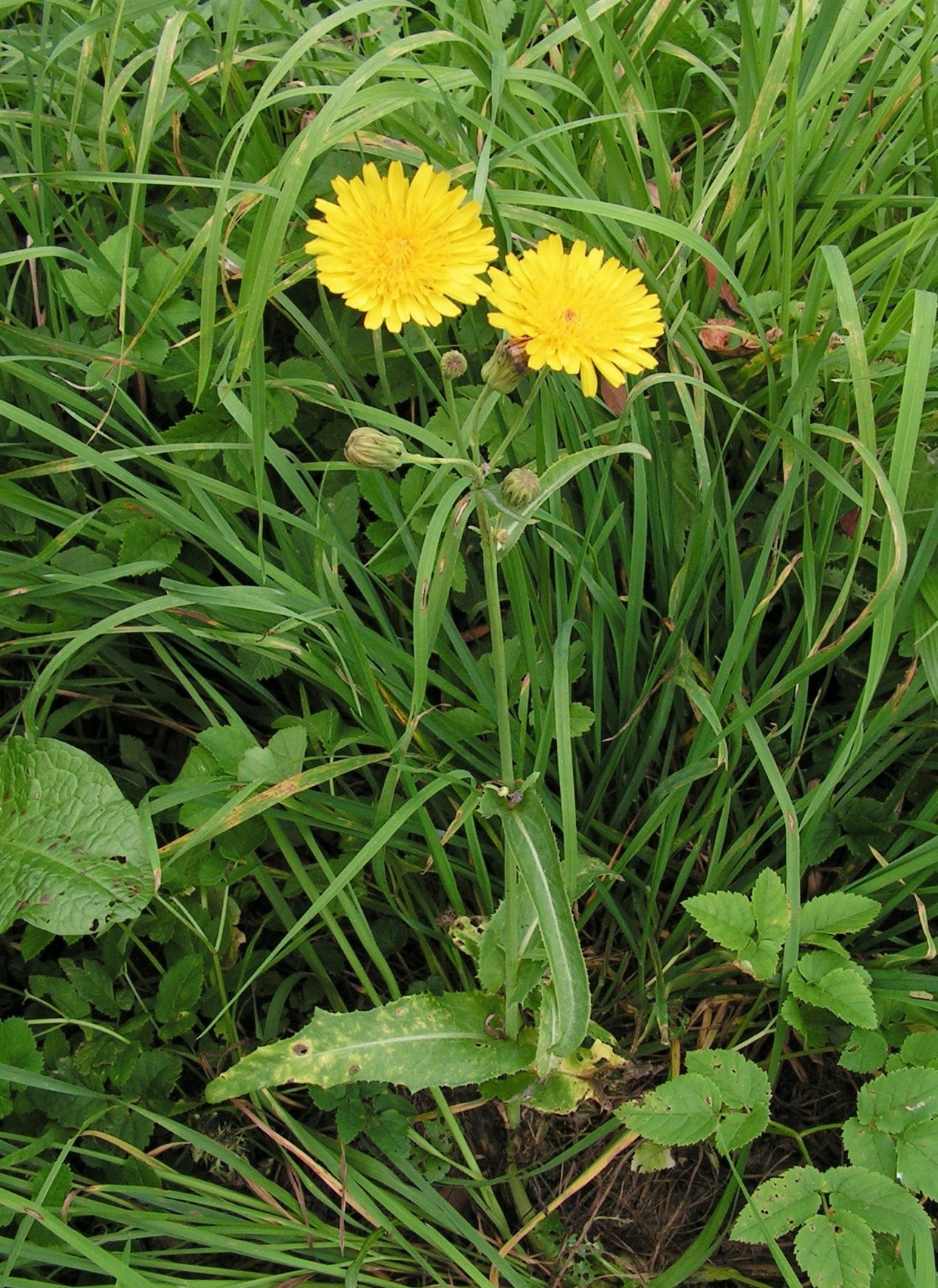
Sonchus arvensis (Grespino dei campi)
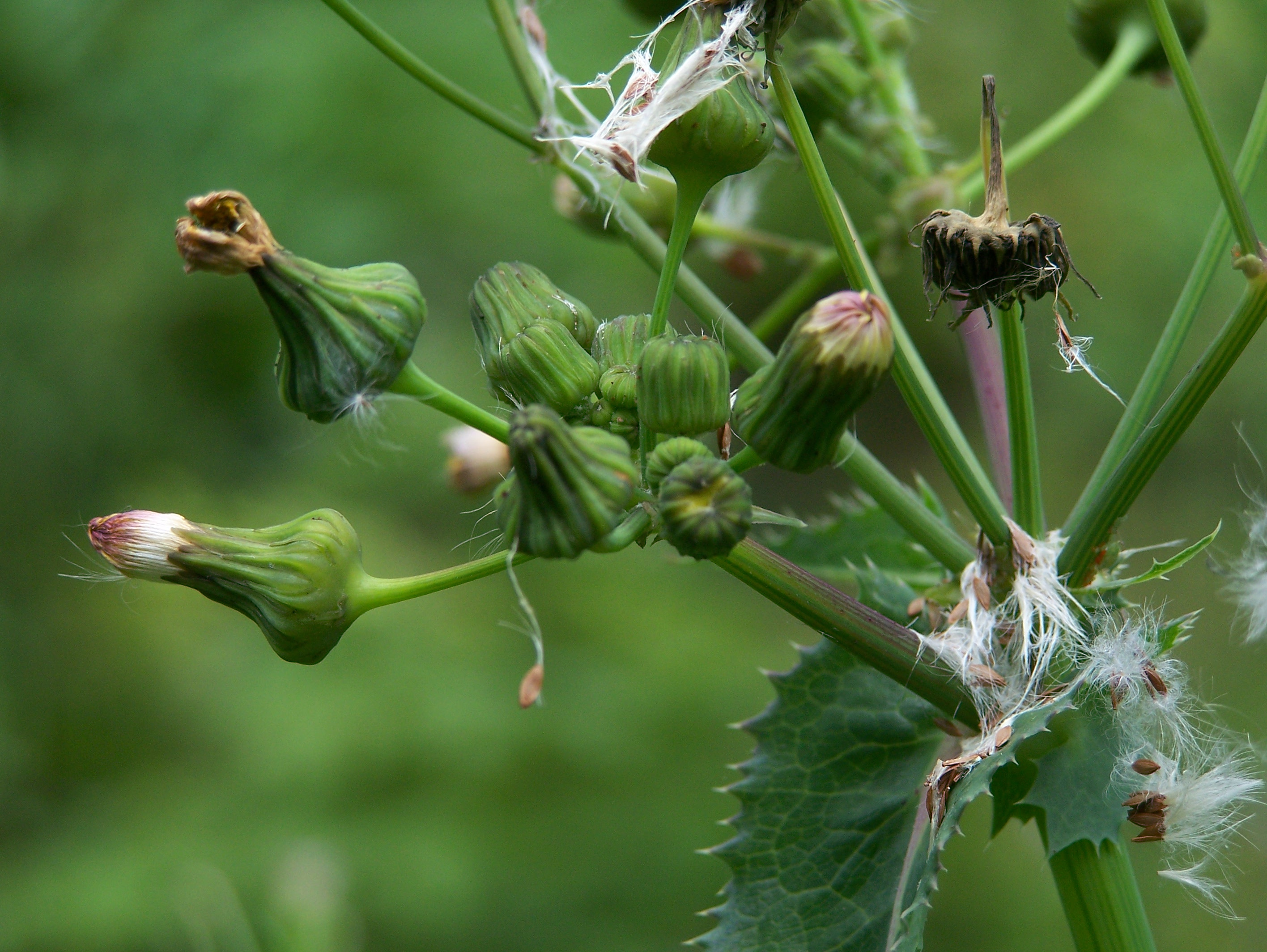
Sonchus asper (Grespino spinoso)